# Francisco Martínez (saxofonista)
Francisco Martínez García, (San Juan de Alicante, 1 de mayo de 1959) es profesor desde 1982 y concertista desde 1980. Ha sido formado en los conservatorios de Madrid y Alicante y posteriormente en París y Burdeos, y con los más renombrados profesores de la escuela francesa como Daniel Deffayet, Serge Bichon, y Jean-Marie Londeix entre otros.

## Biografía
Nació en San Juan (Alicante), efectuó sus estudios en los conservatorios de Alicante y Madrid, perfeccionándolos más tarde en Francia con Daniel Deffayet, Serge Bichon, y Jean-Marie Londeix entre otros.
El curso de sus actividades comprende conciertos en diversas salas de Europa y Estados Unidos, entre las cuales en España: Auditorio Nacional de Música, Círculo de Bellas Artes de Madrid, Fundación Juan March, Teatro Monumental de Madrid, Palacio de la Música y Congresos de Valencia, Instituto de Arte Contemporáneo de Barcelona, Festivales de Alicante, León, Salamanca, Granada, Málaga, Valencia... en Europa: Conservatorio Nacional Superior de París, Centro Georges Pompidou de París, Sala Pierre Thibaud de Burdeos, Festivales de Annecy, Aix Les Bans, Angers, Gap, en Francia... Auditoriums de Tilburg y Enschede en Holanda... Instituto de Arte Contemporáneo de Londres... Bélgica, Italia, Moldavia, Slovenia. En la Universidad de Quebec en Montreal de Canadá, y en la Universidad de Minnesotta y la Universidad de UCLA, en Estados Unidos. En Tailandia, en la Universidad de Mahidol en Bangkok.
Son destacables sus actuaciones como solista con el UCLA Contemporary Ensemble (Los Angeles-USA), Conjunto Instrumental de la Real Fuerza Aérea de Bélgica, Orquesta Sinfónica de Córdoba, Ensemble Orquesta Internacional de Italia, Proyecto Gerhard, Orquesta de Cámara Villa de Madrid, Orquesta Sinfónica Portuguesa, Orquesta de la Comunidad de Madrid, Orquesta de la Radio Televisión de Kishinev (Moldavia), Orquesta Filarmónica de Minsk, Orquesta del Mediterráneo y Savitra Chamber Orchestra, efectuando con estos cuatro últimos conjuntos respectivamente: el estreno mundial del Concierto para Saxofón y Orquesta de Manuel Seco, el estreno en España del Concierto de Edison Denisov, y el estreno mundial del Concierto para Saxofón y Orquesta de Carlos Cruz de Castro, y el estreno mundial de "Fuego Azul" concierto para saxofón, piano y orquesta de Cámara de Claudio Prieto.
Varias de sus actuaciones han sido retransmitidas por Radio Nacional de España, Televisión Española, Televisiones de Suecia e Inglaterra, Radio France, FR3, RAI, RTBF Bruselas, RTL Luxemburgo y BRT, y la Radio Televisión Moldava. Son más de 140 los compositores que le han dedicado sus obras que luego ha estrenado como solista o con el Grupo Sax-Ensemble Archivado el 9 de septiembre de 2012 en Wayback Machine., del que es director artístico, y con el que ha sido galardonado con el Premio Nacional de Música de Interpretación, siendo la primera vez en la historia de dicho premio que se concedió a un grupo de música de cámara. En la actualidad tiene 14 CD y 2 DVD editados por los sellos: Autor, Verso, RTVE Música, y Canticum.
Como profesor ha impartido cursos en Vigo, Madrid, Benidorm, Universidad Europea del Saxofón en Gap (Francia), Universidad Europea del Saxofón en San Juan (Alicante), en Ciudad Real, Almagro, El Escorial y Madrid. Masterclasses en Utrera, Madrid, Universidad de California los Ángeles y Universidad de Minnesotta en Estados Unidos, Escuela de Artes de Kishinev, Conservatorios de Ámsterdam, Enschede y Tilburg en Holanda, París y Burdeos en Francia y Pescara en Italia. Ha participado en varias ocasiones en Jurados Internacionales de Saxofón.

## Promotor
Ha sido el fundador de la Asociación de Saxofonistas Españoles, y organizador de numerosas actividades destinadas a promover el saxofón en España. En 1987 organizó en Alicante los II Encuentros Europeos del Saxofón, donde fue presentado por primera vez el Grupo Sax-Ensemble Archivado el 9 de septiembre de 2012 en Wayback Machine..
Posteriormente fue profesor de la primera Universidad Europea del Saxofón en Francia (1989) y fundador de la Universidad Europea del Saxofón en España (1990). En 1993 fundó la fundación Sax-Ensemble de la que es en actualidad director artístico. Con esta entidad organiza el Ciclo de Música para el Tercer Milenio. Es también director artístico del Curso Internacional de Música de Almagro. En la actualidad es presidente de la Asociación de Saxofonistas Españoles y de la Junta Rectora de la fundación Sax-Ensemble.

## Educación
Además de profesor de saxofón del Conservatorio Teresa Berganza de Madrid, es profesor de música de la Universidad Autónoma de Madrid. Ha impartido Masterclasses sobre el saxofón, la música contemporánea, másteres sobre la música y el arte de la primera mitad del siglo XX en más de quince países y en tres continentes. Ha publicado artículos en la revista Melómano, en Ritmo, El País, y la revista ASE. Ha realizado doctorados de Musicología y Creatividad Aplicada en la Universidad Autónoma de Madrid. Ha formado parte de jurados los más importantes concursos nacionales e internacionales.

## Discografía

### CD
| Año  | Título                                                  | Sello discográfico |
| ---- | ------------------------------------------------------- | ------------------ |
| -    | Festival de Tres Cantos.                                | -                  |
| -    | Tomás Marco: Teatro de la memoria                       | AUTOR              |
| 2003 | Sixteen Years Of Chamber Music With Ssaxophone In Spain | CANTICUM           |
| 2006 | Carlos Cruz De Castro: Leo - Tlamanaliztli              | AUTOR              |
| -    | CL Aniversario De La Invención Del Saxofón              | RTVE Música        |
| -    | Tomás Marco: El viaje circular (ópera en 1 acto)        | AUTOR              |
| 2000 | Cristobal Halffter: Obras para conjunto instrumental    | VERSO              |
| -    | Compositoras Madrileñas                                 | RTVE Música        |
| 2000 | Zulema De La Cruz: Obras para Saxofón                   | AUTOR              |
| 2005 | En Torno A Luis De Pablo                                | VERSO              |
| -    | XX Premio Jóvenes Compositores De La SGAE               | -                  |
| 2007 | Edison Denisov: Music for saxophone                     | VERSO              |
| -    | ElectroAcustic Music For Saxophone                      | CANTICUM           |
| 2009 | Claudio Prieto: Music for Saxophone                     | CANTICUM           |

### DVD
| Año  | Título                            | Sello discográfico |
| ---- | --------------------------------- | ------------------ |
| 2010 | Tomas Marco: Teatro de la Memoria | CANTICUM           |
| 2011 | Luis de Pablo                     | CANTICUM           |

## Estrenos
- 1984

| Año  | Autor           | Título                                     | Instrumentación                      |
| ---- | --------------- | ------------------------------------------ | ------------------------------------ |
| 1984 | GINER, Consuelo | Conversaciones Con Mi Hija Consuelito Op.4 | Dúo Saxofón Alto Mib y Clarinete Sib |

- 1987

| Año  | Autor                | Título           | Instrumentación                     |
| ---- | -------------------- | ---------------- | ----------------------------------- |
| 1987 | CIVILOTTI, Alejandro | Mensaje al Vacío | Cuarteto de Saxofones y voz Grabada |

- 1988

| Año  | Autor            | Título                     | Instrumentación                          |
| ---- | ---------------- | -------------------------- | ---------------------------------------- |
| 1988 | DIAZ, Rafael     | Hola Señor Albéniz         | Cuarteto de Saxofones y cinta            |
| 1988 | ESCRIBANO, María | Encuentro                  | Cuarteto de saxofones                    |
| 1988 | SECO, Manuel     | Concierto De La Senda Nº 4 | Cuarteto de Saxofones, Percusión y Piano |

- 1989

| Año  | Autor                | Título | Instrumentación                         |
| ---- | -------------------- | ------ | --------------------------------------- |
| 1989 | ESCRIBANO, María     | Jondo  | Cuarteto de Saxofones Percusión y Piano |
| 1989 | MULA MARTINEZ, Jesús | Al-La  | Cuarteto de Saxofones                   |

- 1990

| Año  | Autor              | Título           | Instrumentación                                      |
| ---- | ------------------ | ---------------- | ---------------------------------------------------- |
| 1990 | AUSEJO, César      | Sax-Fantasy      | Saxofón Alto Mib y piano                             |
| 1990 | BARTOK/ITURRALDE   | 5 Piezas Breves  | Cuarteto de Saxofones                                |
| 1990 | LARA, Antonio M.P. | El Lago Olvidado | Cuarteto de Saxofones, Piano, Percusión y Contrabajo |
| 1990 | RIBAS, María Rosa  | Vitralls         | Cuarteto de Saxofones                                |

- 1991

| Año  | Autor                      | Título                                  | Instrumentación                    |
| ---- | -------------------------- | --------------------------------------- | ---------------------------------- |
| 1991 | BAÑOS, Roque               | Climax Y Evocaciones                    | Cuarteto de Saxofones              |
| 1991 | CHARLES, Agustín           | Dúo para saxofón alto y cinta magnética | Saxofón Alto Mib y Cinta Magnética |
| 1991 | GARCIA LABORDA, José María | Paisaje Biográfico                      | Cuarteto de saxofones              |

- 1992

| Año  | Autor               | Título                      | Instrumentación               |
| ---- | ------------------- | --------------------------- | ----------------------------- |
| 1992 | CREPIN, Alain       | Para Todos / De 3 A 1000... | Ensemble de Saxofones         |
| 1992 | GARCIA ABRIL, Antón | Cantos De Plenilunio        | Dúo para Saxo Soprano y Piano |

- 1993

| Año  | Autor                      | Título                              | Instrumentación                                           |
| ---- | -------------------------- | ----------------------------------- | --------------------------------------------------------- |
| 1993 | ALIS, Román                | Sonata Para Saxo Alto Y Piano       | Saxofón Alto Mib y Piano                                  |
| 1993 | BLANES, Luis               | Suite Poética                       | Cuarteto de saxofones, piano y percusión                  |
| 1993 | DE LA CRUZ, Zulema         | Chio                                | Saxofón Bajo o Barítono y Banda Magnética                 |
| 1993 | DE LA CRUZ, Zulema         | Soluna                              | Cuarteto de Saxofones, Percusión, Piano y Cinta magnética |
| 1993 | GARCIA LABORDA, José M.    | Autorretrato En Blanco              | Cuarteto de Saxofones Percusión y Piano                   |
| 1993 | GARCIA LABORDA, José M.    | Nostalgia Interrumpida              | Cuarteto de Saxofones Percusión y Piano                   |
| 1993 | GONZALEZ ACILU, A.         | Quinteto Para Saxos Y Piano         | Cuarteto de Saxofones y Piano                             |
| 1993 | MARCO, Tomás               | Paraíso Dinámico                    | Cuarteto de saxofones, Piano y Percusión                  |
| 1993 | SECO, Manuel               | Concierto Para Saxo Alto Y Orquesta | Saxofón Alto Mib y Orquesta                               |
| 1993 | VALLS SATORRES, José María | A Vora Mar                          | Dúo para Saxofón Altos Mib                                |

- 1994

| Año  | Autor                   | Título              | Instrumentación                                                 |
| ---- | ----------------------- | ------------------- | --------------------------------------------------------------- |
| 1994 | DE LA CRUZ, Zulema      | Eridano             | Saxofón Alto Mib y Cinta Magnética                              |
| 1994 | ESCRIBANO, María        | Paisajes            | Saxofón, Percusión y Piano                                      |
| 1994 | GARCIA ABRIL, Antón     | Cuarteto de Agrippa | Cuarteto para Saxo Soprano, Violín, Violonchelo y Piano         |
| 1994 | GONZALEZ ACILU, Agustín | Coral Sax           | 7 Saxofones, 2 sopranos, 2 altos, 1 tenor, 1 barítono y un bajo |

- 1995

| Año  | Autor              | Título     | Instrumentaciónn                                      |
| ---- | ------------------ | ---------- | ----------------------------------------------------- |
| 1995 | DE LA CRUZ, Zulema | Austral    | Quinteto de Saxofones (AATTB) y Dos percusionistas    |
| 1995 | DONATONI, Franco   | Rasch II   | Cuarteto de Saxofones, Percusión y Piano              |
| 1995 | MANCHADO, Marisa   | Silencio 3 | Saxofón Soprano, Barítono y Cinta. Un solo Intérprete |
| 1995 | NUÑEZ, Adolfo      | Quebrada   | Cuarteto de Saxofones y Cinta Magnética               |

- 1996

| Año  | Autor                | Título     | Instrumentación                             |
| ---- | -------------------- | ---------- | ------------------------------------------- |
| 1996 | JACINTO RIAL, Javier | Zapateado  | Saxofón Alto Mib y Cinta                    |
| 1996 | RAMIS VIDAL, Marisa  | Sax-Saltan | Saxofón Alto, Saxofón Tenor y Cinta Digital |

- 1997

| Año  | Autor                     | Título                                | Instrumentación                                                                                                |
| ---- | ------------------------- | ------------------------------------- | --- |
| 1997 | BERENGUER, José Manuel    | Aleph Terakai Nanon                   | Cuarteto de Saxofones                                                                                          |
| 1997 | BLARDONY, Sergio          | Secuencias, Fragmentos, Recuerdos.... | Cuarteto de saxofones, 2 percusionistas, piano y violoncelo                                                    |
| 1997 | BOTTER, Mássimo           | Sheet of Sounds                       | Cuarteto de Saxofones                                                                                          |
| 1997 | CRUZ DE CASTRO, Carlos    | Concierto para saxofón y orquesta     | Saxofón Alto Mib y Orquesta                                                                                    |
| 1997 | DOMINGO, Victorico-Javier | Tetrameron                            | Cuarteto de saxofones                                                                                          |
| 1997 | GARCIA LABORDA, José M.   | Lamento                               | Quinteto de Saxofones, Percusión y Piano, Sopranino, Soprano, Alto, Tenor Barítono, Piano y dos Percusionistas |
| 1997 | MUÑOZ RUBIO, Enrique      | Cuerpo Festivo                        | Cuarteto de Saxofones, Percusión y Piano                                                                       |
| 1997 | TORRE, Joseba             | Lo Saben Mis Palabras                 | Saxofón Tenor, Percusión y Banda Magnética                                                                     |
| 1997 | VILLARRUBIA, Fran         | Congelados En El Aire                 | Dos Saxofones (Soprano y Alto) y Piano                                                                         |

- 1998

| Año  | Autor              | Título              | Instrumentación                                                  |
| ---- | ------------------ | ------------------- | ---------------------------------------------------------------- |
| 1998 | DE LA CRUZ, Zulema | Triángulo De Verano | Saxofón Soprano, Piano y Cinta Magntica                          |
| 1998 | DE PABLO, Luís     | Corola              | Cuatro Saxofones (3 saxos tenores y un barítono), Piano y Timbal |
| 1998 | DIEZ, Consuelo     | Isla De Fuego       | Cuarteto de Saxofones Piano y Percusión                          |
| 1998 | MADERNA, Bruno     | Don Perlimplin      | Orquesta                                                         |
| 1998 | ROZAS, Antonio     | Dos Ensayos         | Cuarteto de Saxofones                                            |

- 1999

| Año  | Autor                | Título                                      | Instrumentación                                                   |
| ---- | -------------------- | ------------------------------------------- | ----------------------------------------------------------------- |
| 1999 | BLARDONY, Sergio     | Ojos que no me atrevo a encontrar en sueños | Saxofón Alto Mib y Piano                                          |
| 1999 | DURAN-LORIGA, Jacobo | Estival                                     | Cuarteto de Saxofones y Marimba                                   |
| 1999 | JACINTO RIAL, Javier | Saxophonias                                 | Cuarteto de Saxofones, Piano y Percusión                          |
| 1999 | JURADO, Pilar        | Ablanathanalba                              | Saxofón Soprano Solista, Cuarteto de Saxofones, Piano y Percusión |
| 1999 | LOPEZ, Juan          | Mírame                                      | Ensemble de Saxofones                                             |
| 1999 | MARINE, Sebastián    | Test                                        | Cuarteto de Saxofones                                             |
| 1999 | MEDINA, Juan A.      | Matutinum Imago Sonora                      | Cuarteto de Saxofones, Piano y Percusión                          |
| 1999 | VILLARRUBIA, Fran    | El Ojo Petrificado                          | Cuarteto de Saxofones, Percusión Piano y Voz                      |

- 2000

| Año  | Autor                    | Título                          | Instrumentación                                             |
| ---- | ------------------------ | ------------------------------- | ----------------------------------------------------------- |
| 2000 | ALIS, Román              | Melodía Para Saxo Alto Y Piano  | Saxofón Alto Mib y Piano                                    |
| 2000 | BERNAOLA, Carmelo Alonso | Prólogo                         | Cuarteto de saxofones y percusión                           |
| 2000 | CAMARERO, César          | Reverso                         | Saxofón soprano, 2 altos, tenor, marimba, vibráfono y piano |
| 2000 | DE LA CRUZ, Zulema       | Tornado                         | Saxofón tenor Solo                                          |
| 2000 | DE LA CRUZ, Zulema       | Tu Camino, Nuestro Camino...    | Cuarteto de Saxofones, 2 percusiones y piano                |
| 2000 | DE PABLO, Luis           | 7 Pizcas                        | Cuarteto de Saxofones                                       |
| 2000 | DURAN-LORIGA, Jacobo     | Coralino                        | Cuarteto de Saxofones Percusión y Piano                     |
| 2000 | ERKOREKA, Gabriel        | Duduk II                        | Cuarteto de saxofones                                       |
| 2000 | HERNANDEZ HURTADO, Tomás | Texturas                        | Cuarteto de Saxofones                                       |
| 2000 | JACINTO RIAL, Javier     | Fuego En El Agua                | Saxofón Soprano, Percusión y Piano                          |
| 2000 | JURADO, Pilar            | Lundus Sonoris                  | Cuarteto de Saxofones, Percusión y Piano                    |
| 2000 | LAZKANO, Ramón           | Aurresku                        | Cuarteto de Saxofones, Percusión y Piano                    |
| 2000 | MARCO, Tomás             | Corolas, Corales Y Colores      | Cuarteto de saxofones, Piano y Percusión                    |
| 2000 | SANCHEZ-VERDU, José M.   | ...Como Un Susurro De Libelulas | Cuarteto de Saxofones, Percusión y Piano                    |
| 2000 | TORRE, Joseba            | Homenaje                        | Cuarteto de Saxofones Percusión y Piano                     |
| 2000 | TORRES, Jesús            | Encuentros                      | Cuarteto de Saxofones, Vibráfono y Piano                    |

- 2001

| Año  | Autor                    | Título                                        | Instrumentación                                                                                          |
| ---- | ------------------------ | --------------------------------------------- | --- |
| 2001 | ALIS, Román              | Varianzas Para Saxo Alto Y Percusión          | Saxofón Piano y percusión                                                                                |
| 2001 | CARAVANA, Olivier        | Trópico de Cáncer                             | Ensamble de Saxofones, 6 sopranos, 6 altos, 5 tenores, 2 barítonos, 1 bajo (posibilidad de un sopranino) |
| 2001 | DIAZ, Salomé             | Travelling                                    | Cuarteto de Saxofones y Dos Percusionistas                                                               |
| 2001 | FERNANDEZ ALVEZ, Gabriel | Concierto Para Cuatro Saxos Piano y Percusión | Cuarteto de Saxofones Percusión y Piano                                                                  |
| 2001 | GARCIA ROMAN, José       | Comme Il Faut                                 | Cuarteto de Saxofones Percusión y Piano                                                                  |
| 2001 | LOPEZ de Rego, Cruz      | Sin Título                                    | Cuarteto de Saxofones                                                                                    |
| 2001 | LOPEZ, Juan              | Mezclatone                                    | Saxofón Solo                                                                                             |
| 2001 | MEDINA, Juan A.          | Trois Pour Deux                               | Saxofón Alto Mib y Piano                                                                                 |
| 2001 | NIETO, José              | Paisaje Negro                                 | Quinteto de Saxofones, Quinteto de Percusión, Guitarra Eléctrica y Órgano                                |
| 2001 | RUEDA, Jesús             | Concierto De Cámara Nº3                       | 2 Cuartetos de Saxofones y Dos Percusionistas                                                            |

- 2002

| Año  | Autor                  | Título                 | Instrumentación |
| ---- | ---------------------- | ---------------------- | --- |
| 2002 | CRUZ DE CASTRO, Carlos | Leo                    | Cuarteto de saxofones Percusión y piano                                                                                |
| 2002 | DE LA CRUZ, Zulema     | Concierto Mediterráneo | Concierto Saxofones, 2 Percusión y para Saxofón Alto Mib y grupo instrumental. Saxofón Alto Solista, Cuarteto de Piano |
| 2002 | JACINTO RIAL, Javier   | Jeux                   | Saxofón Alto Mib y Cinta                                                                                               |
| 2002 | MARCO, Tomás           | El Viaje Circular      | 7 Voces, Cuarteto de Saxofones, Piano, 4 Percusionistas, Sintetizador, Guitarra Eléctrica y Bajo Eléctrico             |
| 2002 | MARCO, Tomás           | Teatro De La Memoria   | Soprano Solista, Sexteto de Saxofones (Sn,S,A,T,B, Bj), 2 Percusionistas, Piano y Sintetizador                         |
| 2002 | VILLARRUBIA, Fran      | The Gallery            | Quinteto de Saxofones, Percusión, Órgano y Piano                                                                       |

- 2003

| Año  | Autor                | Título                              | Instrumentación                          |
| ---- | -------------------- | ----------------------------------- | ---------------------------------------- |
| 2003 | DE LA CRUZ, Zulema   | Elegía                              | Cuarteto de Saxofones                    |
| 2003 | DE PABLO, Luis       | Fandango                            | Cuarteto de Saxofones                    |
| 2003 | DE PABLO, Luis       | Rumia                               | Cuarteto de Saxofones                    |
| 2003 | DURÁN-LORIGA, Jacobo | Superficie Quebrada                 | Cuarteto de Saxofones, piano y percusión |
| 2003 | MARTINEZ, Sofía      | Invitación A La Escritura           | Piano y dos percusiones (o tres)         |
| 2003 | PRIETO, Claudio      | Sonata Nº19 (El Calor De Lo Humano) | Saxofón Alto Mib y Piano                 |
| 2003 | RUIZ, Juan Manuel    | Tritón                              | SATB, P, PR.                             |
| 2003 | ZARATE, José         | Cinco Poemas                        | Cuarteto de Saxofones, marimba y Piano.  |

- 2004

| Año  | Autor                  | Título                 | Instrumentación                                |
| ---- | ---------------------- | ---------------------- | ---------------------------------------------- |
| 2004 | CRUZ DE CASTRO, Carlos | Sax-Piano -Jazz        | Duo Cualquier Saxo y Piano, s,a,t,b,p          |
| 2004 | GORODSKY, Fabio        | Galleria degli Speechi | Cuarteto de Saxofones                          |
| 2004 | NIETO, José            | La Muerte del Heroe    | 5 saxos (sattb), piano, percusión y contrabajo |
| 2004 | PRIETO, Claudio        | Luna Llena             | Cuarteto de Saxos, piano y dos percusiones     |

- 2005

| Año  | Autor                       | Título                                 | Instrumentación                                                   |
| ---- | --------------------------- | -------------------------------------- | ----------------------------------------------------------------- |
| 2005 | AGUILERA, Carmen            | Heavenly Treasure                      | Saxofón, piano, viola y vibráfono                                 |
| 2005 | BETTA, Marco                | Torre Di Federico                      | Doble Cuarteto de Saxofones                                       |
| 2005 | CARAVANA, Olivier           | Variations sur Saturne                 | Cuarteto de Saxofones, piano y percusión y música electroacústica |
| 2005 | DE PABLO Luis / F. Martínez | Umori                                  | Quinteto de Saxofones                                             |
| 2005 | KEMPER, Steven              | Glinding Throug Amisty Phosphorescence | Cuarteto de Saxofones                                             |
| 2005 | MARRERO, Juan Manuel        | Dérives                                | Cuarteto de Saxofones                                             |
| 2005 | MORA, Mariano               | Time Of Joint                          | Cuarteto de Saxofones                                             |
| 2005 | ORTEGA LOZANO, Alfonso      | Anima Vextarix                         | Cuarteto de Saxofones, piano y percusión                          |
| 2005 | ORTEGA LOZANO, Alfonso      | La Transmutación De Dulcinea           | Saxofón alto y piano                                              |
| 2005 | ROMÁN, Alejandro            | Argos                                  | Cuarteto de Saxofones, piano y percusión                          |
| 2005 | SIERRA, Félix               | Entornos Variables                     | Saxo alto y piano, A.P                                            |
| 2005 | SUSI, José                  | Saxofonias                             | Cuarteto de saxofones, piano y 2 percusiones                      |

- 2006

| Año  | Autor                 | Título                        | Instrumentación                                          |
| ---- | --------------------- | ----------------------------- | -------------------------------------------------------- |
| 2006 | ALIS, Román           | Mont Royal                    | Cuarteto de Saxofones                                    |
| 2006 | BERNAL, Manuel        | Elegía Anticipada             | Cuarteto de Saxofones                                    |
| 2006 | BLARDONY, Sergio      | Dieser Satz Liegt In Der Luft | Cuarteto de Saxofones, piano y percusión                 |
| 2006 | PANADERO, Juan Carlos | Interferencias                | Cuarteto de Saxofones y piano                            |
| 2006 | PRIETO, Claudio       | Fuego Azul                    | Doble concierto para saxofón, piano y orquesta de cámara |
| 2006 | ZAVALA, Mercedes      | El Loto En Llamas             | Cuarteto de Saxofones, piano y percusión                 |

- 2007

| Año  | Autor                    | Título                          | Instrumentación                          |
| ---- | ------------------------ | ------------------------------- | ---------------------------------------- |
| 2007 | ANGULO, Manuel           | Irisaciones                     | Cuarteto de saxofones, piano y percusión |
| 2007 | CANET, Joan Enric        | Quartet                         | Cuarteto de Saxofones                    |
| 2007 | DE LA BARRERA, Alejandro | Dos Ambientes Un Dado De Cuatro | Saxo soprano y piano                     |

- 2008

| Año  | Autor               | Título                                   | Instrumentación |
| ---- | ------------------- | ---------------------------------------- | --- |
| 2008 | CALANDIN, Emilio    | Frammenti 5b                             | 5 saxofones: SSATB |
| 2008 | CANO, Francisco     | Fantasía Scherzo                         | cinco saxos y piano, Sn, SATB |
| 2008 | DE LA CRUZ, Zulema  | Cánticos Del Mundo                       | SATB, P, PR |
| 2008 | JURADO, Pilar       | Vox Aeterna                              | Cuatro Clarinetes, Cuatro saxos, piano 2 percusiones, ocho voces y voz solista                                                                |
| 2008 | LOPEZ DE REGO, Cruz | Teresa                                   | Cuarteto de Saxos, Piano y Percusión (cuarteto de saxos, piano y percusión (Marimba, 2 tom tom, 5 temple bloks, 1 crótalo, 1 palo de lluvia). |
| 2008 | MUÑOZ, Enrique      | Música Para Un Teatro Imaginario         | Cuarteto de Saxos, Piano, percusión (marimba, bombo, 5 tom toms y 1 gong)                                                                     |
| 2008 | NUÑEZ, Nuria        | Ao Fogo Esparso Que Alastra No Horizonte | Cuatro Clarinetes, Cuatro saxos, piano 2 percusiones, y voz solista                                                                           |

- 2009

| Año  | Autor                    | Título               | Instrumentación                                                                                                |
| ---- | ------------------------ | -------------------- | --- |
| 2009 | COLL, Francisco          | Piedras              | Fta, Cte-Ctbajo, Fagot, Percusión, Piano, Violín, Viola y Chelo.                                               |
| 2009 | DUQUE, Carlos            | Syntagma             | Cuarteto de Saxos, piano y 2 percusiones (vibráfono, Marimba, Tam tam, Gran Cassa, Bow, Beater, Snare, Cymbal) |
| 2009 | GARRIDO-LECCA, Gonzalo   | Caleidoscopio        | Fta, cte, perc, violín vla, chelo                                                                              |
| 2009 | GASPAR GRANDAL, Jacobo   | Ambar                | Fta, cte fagot, perc, pno, vln,. vla, cel.                                                                     |
| 2009 | JURADO, Pilar            | Vox Aeterna          | Cuarteto de saxos, piano 2 percusiones y voz solista                                                           |
| 2009 | LEGIDO, Jesús            | Sax Quartet          | Cuarteto de Saxos                                                                                              |
| 2009 | MALUMBRES, María Dolores | Los Sotos De Alfaro  | Sn, ATB |
| 2009 | TALAVERA, Juan José      | Round Round Midnigth | Cuarteto de Saxos, Vibráfono y piano                                                                           |

- 2010

| Año  | Autor                | Título             | Instrumentación |
| ---- | -------------------- | ------------------ | --- |
| 2010 | CRESTA, Gianvincenzo | Trasparenze        | Saxo Alto, flauta, clarinete, violín, violoncello y piano. |
| 2010 | CRESTA, Gianvincenzo | Trasparenze        | Fl, Cte, Sx Alto, Violín Chelo y Piano |
| 2010 | CRUZ-GUEVARA, Juan   | Transverberaciones | Flauta, clarinete, violín, violoncelo, Cuarteto de saxofones, piano y 2 percusiones                                                                                 |
| 2010 | DURAN-LORIGA, Jacobo | Variaciones Rococó | Fta, Cte-ctebj, spnino, sop-alto, tenor, barit, vibráfono, 6 toms, caja china, gong, plato grande, plato de opera china marimba, bombo, piano, violín y violoncelo. |
| 2010 | MANCHADO, Marisa     | Sax For Sax        | Cuarteto de Saxos |
| 2010 | MANCHADO, Marisa     | Sax Four Sax       | Cuarteto de Saxofones |
| 2010 | VADILLO, Eneko       | Metapiesis         | Saxo alto y Música Electrónica |

- 2011

| Año  | Autor             | Título            | Instrumentación              |
| ---- | ----------------- | ----------------- | ---------------------------- |
| 2011 | VILLA ROJO, Jesús | Lamento Versión D | Saxo alto, piano y percusión |
| 2011 | VILLA ROJO, Jesús | Y Yo              | Saxo alto, piano y percusión |